# Боланд, Джон Пий
Джон Мэри Пий Боланд (англ. John Mary Pius Boland; 16 сентября 1870, Дублин — 17 марта 1958, Лондон) — британский (ирландец по национальности) политик и теннисист, двукратный чемпион летних Олимпийских игр 1896 года и первый победитель Игр от Великобритании.

## Биография
Боланд был студентом Оксфордского университета, когда он оказался в Афинах во время проведения там Олимпийских игр. Он участвовал в двух теннисных турнирах — одиночном и парном. В первом соревновании он обыграл немца Фридриха Трауна в первом раунде, грека Евангелоса Раллиса в четвертьфинале, Константиноса Паспатиса в полуфинале и Дионисиоса Касдаглиса в финале, выиграв свою первую золотую медаль.
В парном состязании вместе с ним играл Траун. В четвертьфинале они обыграли греческих братьев Аристидиса и Константиноса Акратопулосов. Так как у них не было соперников в полуфинале, они сразу вышли в финал, где встретились с ещё одной греческой парой — Касдаглисом и Деметриосом Петрококкиносом. Со счётом 2:1 они их обыграли, и Боланд получил ещё одну золотую медаль.
После игр Боланд занялся политикой и стал членом Палаты общин Великобритании от юга графства Керри с 1900 по 1918 год.
Имел 7 детей: 2 сына и 5 дочерей. Умер в Лондоне в возрасте 87 лет в День святого Патрика.